# 米田政明
米田 政明（よねだ まさあき、1950年 - ）は、日本の哺乳類学者。元一般財団法人自然環境研究センター研究主幹。九州大学比較社会文化研究科客員教授。

## 人物
1950年京都府出身。北海道大学農学部卒業。北海道大学大学院農学研究科博士課程修了。国内の野生鳥獣の調査・保護管理計画に係わる一方、国際協力機構（JICA）専門家として、ボリビア、インドネシア、マレーシアで博物館および国立公園の管理運営に協力。1979年 農学博士の学位を取得、学位論文の題は「ノネズミ類の個体群動態とその捕食者に関する研究 : 自然植生地を含む農生態系における哺乳動物群集」。 主な著書として『野生動物学概論』（共著、朝倉書店）、『日本の哺乳類』（共著、東海大学出版会）、『保全遺伝学』（共著、東京大学出版会）などがある。

## 主要著書
- 田名部雄一; 和秀雄; 藤巻裕蔵; 米田政明 (1995), 野生動物学概論, 朝倉書店, ISBN 9784254450101
- 阿部永; 石井信夫; 伊藤徹魯; 金子之史; 前田喜四雄、三浦慎悟、米田政明（著） (2008), 自然環境研究センター, ed., 日本の哺乳類 改訂2版 阿部永（監修）, 東海大学出版会, ISBN 9784486018025
- 小池裕子; 松井正文 (2003), 保全遺伝学, 東京大学出版会, ISBN 4130602136
- 米田政明; 国際協力機構国際協力総合研修所 (2005), 保護区と地域住民の共生 : エコシステム・アプローチによる生態系保全と保護区管理の統合, JR 04-56 . 独立行政法人国際協力機構客員研究員報告書 ; 平成16年度, 国際協力機構国際協力総合研修所, ISBN 4902715481

## 主要論文
- 前川光司; 米田政明; 富樫洋 (1980-06-30), “北海道東部地方のキタキツネの齢構成（英文）”, 日本生態学会誌 (日本生態学会) 30 (2):  103-108, doi:10.18960/seitai.30.2_103, ISSN 00215007